# Gaiserwald
Gaiserwald é uma comuna da Suíça, no Cantão São Galo, com cerca de 7 904 habitantes. Estende-se por uma área de 12,64 km², de densidade populacional de 625 hab/km². Confina com as seguintes comunas: Andwil, Gossau, San Gallo (Sankt Gallen), Waldkirch, Wittenbach.
A língua oficial nesta comuna é o Alemão.